# DJ Lethal
Leor Dimant (łot. Leors Dimants; ros. Леор Григорьевич Димант, trb. Leor Grigoriewicz Dimant), znany także jako DJ Lethal (ur. 18 grudnia 1972 w Rydze) – amerykański turntablista i producent muzyczny pochodzenia łotewskiego. Największą popularność zyskał dzięki występom w zespołach House of Pain i Limp Bizkit. Ma na koncie cztery nominacje do nagrody Grammy (stan na 2023 rok).

## Życiorys
Leor Dimant urodził się na Łotwie, wówczas należącej do Związku Radzieckiego. Jego ojcem był Grisza Dimant, gitarzysta rockowy. Zgodnie z późniejszymi wspomnieniami Leora, to właśnie ojciec wprowadził go w świat muzyki. Leor miał też wujka, który prowadził sklep muzyczny. Gdy miał 6 lat wraz z rodzicami wyjechał do Włoch, skąd po roku, gdy otrzymali wizę, przenieśli się do Stanów Zjednoczonych, gdzie osiedlili się w Jersey City, zaś później, w 1987 roku, zamieszkali w Los Angeles.
Po przeprowadzce do Los Angeles Dimant zainteresował się kulturą hip-hopową, a zwłaszcza graffiti, ponadto zaczął też uprawiać beatbox. Do jego zainteresowań dołączył również turntablizm, gdyż, jak sam twierdził, wielu jego ówczesnych znajomych miało gramofony i po malowaniu graffiti chodził do ich domów, gdzie spędzali czas na wspólnej zabawie w DJ-ów. W końcu doczekał się własnych gramofonów, w tym ukradzionego ojcu Technicsa 1100, oraz przekładni pasowej i miksera firmy Gemini, i zaczął dla zabawy tworzyć scratche.
Dimant profesjonalną przygodę z muzyką rozpoczął, kiedy poznał Everlasta, który będąc pod wrażeniem jego umiejętności beatboxerskich zaproponował mu udział jako DJ w swojej trasie koncertowej po Europie wraz z Ice-T i Rhyme Syndicate. DJ Lethal, mający wówczas 16 lat, wyruszył w trasę uprzednio rzucając szkołę. Później, w 1990 roku, wraz z Everlastem i Dannym Boyem założył hip-hopową formację House of Pain. W 1996 roku odszedł z House of Pain, jednak zanim tego dokonał, poznał członków numetalowego zespołu Limp Bizkit, który otwierał kilka koncertów trasy koncertowej House of Pain na Florydzie. Zaprzyjaźnił się z nimi i w końcu wspólnie stworzyli kilka nagrań demo, a następnie wysłali je wytwórni Flip Records, która zdecydowała się podpisać z nimi kontrakt. DJ Lethal występował w Limp Bizkit do 2006 roku, później był jeszcze jego członkiem w latach 2009−2012 i ostatecznie powrócił w jego szeregi w 2018 roku. W zespole gra na gramofonie, samplerze i keyboardzie, zajmuje się również programowaniem.
DJ Lethal podejmuje także współpracę z innymi artystami. Może się pochwalić współpracą z raperami, m.in. z Redmanem, Bunem B i Talibem Kwelim, ponadto wystąpił jako gość/muzyk sesyjny w dokonaniach zespołów Die Krupps (singel „Bloodsuckers”), Sepultura (album studyjny Roots) oraz Soulfly (singel „Bleed”, split Roadrunner Rules Ozzfest Vol. 2 i album studyjny Soulfly), a także udzielił się przy produkcji dokonań zespołów Helmet (minialbum Just Another Victim i split Another Body Murdered) oraz Sepultura (album studyjny Roots, singel „Attitude”, kompilacje B-Sides i Blood-Rooted).
Od 2005 roku jest członkiem współzałożonej przez siebie grupy hip-hopowej La Coka Nostra. W latach 2010−2011 i w 2017 roku ponownie zasilał skład zespołu House of Pain.

## Życie prywatne
Jego ojczystym językiem jest rosyjski. Mimo swojego pochodzenia nie mówi po łotewsku.
Jest bezdzietnym kawalerem.

## Dyskografia
Limp Bizkit
- Three Dollar Bill, Y’All$ (1997)
- Significant Other (1999)
- Chocolate Starfish and the Hot Dog Flavored Water (2000)
- Results May Vary (2003)
- The Unquestionable Truth (Part 1) (2005)
- Gold Cobra (2011)
- Still Sucks (2021)